# Кузнецк
Кузне́цк — город (с 1780 года) в Пензенской области России.
Административный центр Кузнецкого района, в состав которого не входит, являясь городом областного значения, образует муниципальное образование городской округ город Кузнецк.
Население составляет 80 497 человек на 2021 год.
Площадь территории города 2287,4 га, городского округа 4193 га.

## Физико-географическая характеристика
Географическое положение
Кузнецк расположен в средней полосе России, в восточной части Пензенской области, в основном, на левом берегу реки Труёв, в предгорьях Приволжской возвышенности, на высоте 254 м над уровнем моря, южнее Сурской шишки.
Граница Днепровского ледника остановилась в пределах нынешнего Городищенского района, поэтому на территории восточной части Пензенской области, в том числе Кузнецка, непромёрзлая земля была очень благодатной для растительности. Эта местность представляла собой сплошные непроходимые леса и болота с редкими полянками вблизи рек. В основном росла смесь сосновых и лиственных пород.
Земли, прилегающие к городу, полезными ископаемыми промышленного значения небогаты. Наиболее многочисленны месторождения кирпичных глин, суглинков, природных пигментов (минеральных красителей). Месторождения сосредоточены в окрестностях города. Широко распространены пески. Встречаются торфяники. Имеются запасы нефти. Почва большей части города выщелоченный чернозём, кроме северной части, где присутствуют серые лесные почвы. Северная часть города, плавно переходящая в хвойный лес, расположена на горе, названной Карпатами. Город окружён крупными лесными массивами.
Средняя годовая влажность воздуха: абсолютная 2 мб, относительная 75 %. В летний период значительная часть осадков имеет ливневый характер. Снежный покров наибольшей величины достигает в конце февраля — начале марта. Средние даты образования снежного покрова приходятся на 22 ноября, разрушения — на 11 апреля. Период без морозов в среднем длится 128 дней. Снег держится в среднем около 150 дней.
Для водоснабжения города используются пресные подземные воды (артезианские).
Мары — высокий холм естественного происхождения, один из градообразующих факторов, не менее древний, чем река Труёв. От Труёва и до возвышенности в его долине протянулись первые улицы села Нарышкина.
В 15 километрах к юго-востоку от Кузнецка находится вершина Пензенской области (раньше рядом располагалась деревня Кармановка) и составляет 342 метра 37 сантиметров. В словаре Брокгауза и Эфрона место, где находится высшая точка Пензенской области, обозначено как Верхнесурская возвышенность, а местные жители называют этот район Труёвские горы.
На севере Кузнецкого района расположен заповедник Приволжская лесостепь.

### Климат
Климат — умеренно континентальный, среднегодовое количество осадков составляет 627 мм.
- Среднегодовая температура воздуха +5,3 °C.
- Относительная влажность воздуха 67,5 %.
- Средняя скорость ветра 3,3 м/с.

| Показатель                                                        | Янв.  | Фев. | Март  | Апр. | Май  | Июнь | Июль | Авг. | Сен. | Окт.  | Нояб. | Дек. | Год   |
| ----------------------------------------------------------------- | ----- | ---- | ----- | ---- | ---- | ---- | ---- | ---- | ---- | ----- | ----- | ---- | ----- |
| Абсолютный максимум, °C                                           | 6     | 9    | 17    | 28   | 35   | 38   | 40   | 37   | 32   | 25    | 13    | 8    | 40    |
| Средний суточный максимум, °C                                     | −5    | −5   | 1     | 12   | 20   | 24   | 26   | 24   | 18   | 10    | 0     | −5   | 10    |
| Средняя температура, °C                                           | −9,5  | −9,8 | −4,7  | 5,9  | 14,4 | 19,2 | 21,3 | 19,0 | 13,1 | 5,3   | −3,4  | −8,9 | 5,3   |
| Средний суточный минимум, °C                                      | −12   | −13  | −7    | 1    | 7    | 11   | 13   | 12   | 7    | 2     | −5    | −11  | 0,4   |
| Абсолютный минимум, °C                                            | −37,2 | −36  | −32,8 | −14  | −6   | −2   | 4    | 0    | −6   | −18,9 | −31   | −35  | −37,2 |
| Источник: NASA. База данных RETScreen myWeather2.com tutiempo.net |       |      |       |      |      |      |      |      |      |       |       |      |       |

### Часовой пояс
Город Кузнецк находится в часовом поясе, обозначаемом по международному стандарту как Moscow Time Zone (MSK). Смещение относительно UTC составляет +3:00.

## История

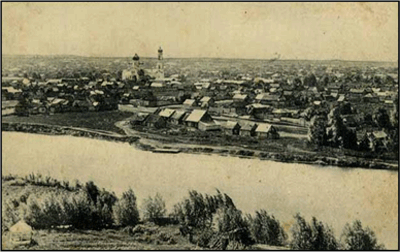
Труёв в конце XIX века

Основан в 1699 году сподвижником Петра I В. Ф. Нарышкиным как деревня Труёво на реке Труёв (приток реки Сура), в 121 км к востоку от Пензы. C 1699 года стало именоваться Труёво-Воскресенское, затем — село Нарышкино. По переписным книгам 1717—1718 годов в селе Нарышкине насчитывалось 185 дворов податных крестьян и 103 двора пришлых людей. Природно-географические условия способствовали бурному развитию ремёсел: кожевенного, сапожного, шорного, хомутного, кузнечного и других. Население быстро росло, развивались торговля, обмен товарами. В селе Нарышкино стали регулярно проводиться ярмарки.
В ноябре 1780 года указом Екатерины II село Нарышкино было переименовано в уездный город Кузнецк — центр Кузнецкого уезда Саратовского наместничества. На базе старинных ремёсел быстро развивается промышленность: основывается кожевенный завод, чугунолитейное предприятие.
В 1874 году через Кузнецк прошла Моршанско-Сызранская железная дорога, которая была включена в 1890 году в состав Сызрано-Вяземской. Станция имела небольшое деревянное здание вокзала. В период первой мировой войны было начато строительство каменного здания, которое существует до сих пор с 1913 года.
К концу XIX века в Кузнецке проживали 17 тысяч человек, насчитывались 63 кожевни, 30 овчинных и верёвочно-шпагатных, 6 маслобойных, одно чугунолитейное и другие заведения, в которых работали 530 рабочих. Действовали 6 церквей, 3 часовни, 1 мечеть, около десятка кабаков.

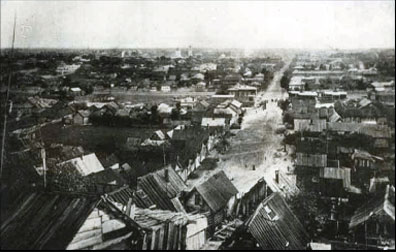
Кузнецк в начале XX века

18 января 1918 года в Кузнецке была установлена советская власть.
С 1928 года Кузнецк — центр Кузнецкого района и одновременно Кузнецкого округа Средне-Волжской области.
В сентябре 1933 года вступила в строй теплоэлектростанция мощностью 2000 киловатт, в середине 30-х годов основана обувная фабрика.
Указом Президиума Верховного совета СССР от 8 февраля 1939 года Кузнецк был выделен в самостоятельную административную единицу в составе вновь образованной Пензенской области.
Город внёс свой вклад в общее достижение победы в Великой Отечественной войне 1941—1945 г. 12 тысяч солдат и сержантов, более тысячи офицеров из Кузнецка сражались с врагом. Свыше шести тысяч из них награждены орденами и медалями. Шесть кузнечан стали Героями Советского Союза. В городе были сформированы 354-я стрелковая дивизия, 76-й полевой укреплённый район, 10-я армия генерал-лейтенанта Ф. И. Голикова. На территории города дислоцировались истребительные части, были развёрнуты четыре эвакогоспиталя. Предприятия города поставляли фронту одежду, обувь, боеприпасы, оружие и военное снаряжение.
В годы войны в Кузнецк были эвакуированы машиностроительные предприятия. На их базе в первые послевоенные годы развивалась промышленность города.
В 1980 году за успехи, достигнутые в хозяйственном и культурном развитии, и в связи с 200-летием со дня преобразования села в город, Кузнецк был награждён орденом «Знак Почёта».
В 1999 году город официально установил дату своего основания — 7 февраля 1699 года, даты открытия первой церкви в поселении Труёве и широко отметил своё 300-летие.
15 февраля 2013 года приказом главнокомандующего Военно-Морским Флотом, в целях военно-патриотического воспитания личного состава Военно-Морского Флота и укрепления шефских связей военных моряков с жителями города Кузнецка, ракетному катеру проекта 12411т «P-129», заводской номер 204 Балтийского флота присвоено имя «Кузнецк».
Сегодняшний Кузнецк — это второй по величине индустриальный и культурный центр Пензенской области.
Награды
27 октября 1980 года Указом Президиума Верховного Совета СССР за успехи, достигнутые трудящимися города в хозяйственном и культурном строительстве, и в связи с двухсотлетием город Кузнецк был награждён орденом «Знак Почёта».
В честь награждения орденом в городе была установлена памятная стела, на открытии которой присутствовали почётные гости: заместитель Председателя Совета министров СССР Л. В. Смирнов (уроженец города), первый секретарь обкома КПСС Ф. М. Куликов, председатель облисполкома В. К. Дорошенко, второй секретарь обкома КПСС Г. В. Мясников, секретарь обкома КПСС Ю. А. Акимов, председатель Пензенского горисполкома А. Е. Щербаков.
Трижды городу присуждалось переходящее Красное знамя Совета Министров РСФСР и ВЦСПС.

## Население
| 1718    | 1747    | 1762     | 1795     | 1856     | 1859     | 1897    | 1910    | 1913    | 1926    |
| ------- | ------- | -------- | -------- | -------- | -------- | ------- | ------- | ------- | ------- |
| 1716    | ↗4800   | ↗4879    | ↗5100    | ↗11 800  | ↗12 828  | ↗20 473 | ↗27 353 | ↘26 500 | ↗29 748 |
| 1931    | 1939    | 1959     | 1967     | 1970     | 1973     | 1976    | 1979    | 1982    | 1986    |
| ↗31 100 | ↗37 842 | ↗56 880  | ↗75 000  | ↗84 102  | ↗90 000  | ↗91 000 | ↗93 642 | ↗95 000 | ↗96 000 |
| 1987    | 1989    | 1991     | 1992     | 1993     | 1994     | 1996    | 1998    | 1999    | 2000    |
| ↗98 000 | ↗98 588 | ↗100 000 | ↗100 600 | ↗101 000 | →101 000 | ↘99 700 | ↘98 300 | ↗98 400 | ↘97 500 |
| 2001    | 2002    | 2003     | 2005     | 2007     | 2008     | 2009    | 2010    | 2011    | 2012    |
| ↘96 600 | ↘92 050 | ↗92 100  | ↘90 300  | ↘88 900  | ↘88 300  | ↘87 744 | ↗88 839 | ↘88 763 | ↘87 985 |
| 2013    | 2014    | 2015     | 2016     | 2017     | 2018     | 2019    | 2020    | 2021    |         |
| ↘87 157 | ↘86 155 | ↘85 231  | ↘84 267  | ↘83 400  | ↘82 276  | ↘81 027 | ↘80 497 | ↘78 390 |         |

На 1 января 2025 года по численности населения город находился на 214-м месте из 1124 городов Российской Федерации.

### Языковой состав
Родной язык населения по данным переписи 1897 года:
| Язык       | Численность, чел. | Доля     |
| ---------- | ----------------- | -------- |
| Русский    | 20 132            | 98,33 %  |
| Мордовский | 140               | 0,68 %   |
| Татарский  | 130               | 0,64 %   |
| Другие     | 71                | 0,35 %   |
| Итого      | 20 473            | 100,00 % |

В настоящее время официальным и основным языком города является русский.

## Местное самоуправление
Местное самоуправление в городе Кузнецке Пензенской области — форма осуществления населением своей власти, обеспечивающая в пределах, установленных Конституцией Российской Федерации, федеральными законами, а в случаях, установленных федеральными законами, законами Пензенской области, самостоятельное и под свою ответственность решение населением города Кузнецка непосредственно и (или) через органы местного самоуправления вопросов местного значения, исходя из интересов населения, с учётом исторических и иных местных традиций.
Администрация города, являющаяся исполнительно-распорядительным органом, наделяется полномочиями по решению вопросов местного значения и полномочиями для осуществления отдельных государственных полномочий, переданных органам местного самоуправления федеральными законами и законами Пензенской области.
Руководители:

1954—1961 — Владимир Иванович Малышев, председатель кузнецкого горисполкома;

1961—1973 — Виктор Иванович Гордеев, председатель кузнецкого горисполкома;

1973—1980 — Владимир Тимофеевич Каретников, исполнительная власть;

1980—1990 — Василий Константинович Курганов, председатель кузнецкого горисполкома;

1990—1991 — Валерий Владимирович Костин, председатель кузнецкого горисполкома;

1991—1997 — Валерий Владимирович Костин, глава администрации;

1997—2005 — Валерий Владимирович Костин, глава города;

2005—2007 — Михаил Леонидович Дёмин, глава администрации;

2007—2009 — Валентина Александровна Майорова, исполняющая обязанности главы администрации;

2009—2010 — Олег Сергеевич Гусынский, глава администрации;

2010—2010 — Лифанов Дмитрий Владимирович, исполняющий обязанности главы администрации;

2010—2010 — Милинский Николай Михайлович, исполняющий обязанности главы администрации;

2011—2012 — Козин Сергей Николаевич, глава администрации;

2012—2022 — Златогорский Сергей Александрович, глава администрации (с 2023 года как глава города).

## Символика города
Герб
Геральдическое описание герба:
В червлёном (красном) поле серебряная наковальня на выходящей золотой опоре, сопровождаемая вверху переплетёнными серебряными клещами и таковым же молотком накрест рукоятями вверх.

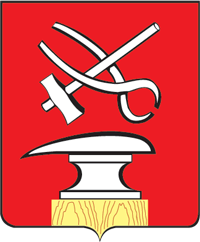
Герб Кузнецка

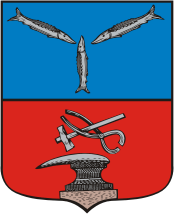
Герб Кузнецка (1781)

За основу герба взят исторический герб города Кузнецка, утверждённый 23 августа 1781 года, подлинное описание которого гласит:
В верхней части щита герб Саратовский. В нижней — наковальня, клещи и молоток в красном поле, понеже сей город наполнен кузнецами, от которого рукоделия и имя своё получил.
Флаг

## Экономика
Промышленность
Город Кузнецк является вторым по величине промышленным центром Пензенской области.
Основными промышленными предприятиями города являются:
- ООО «Кузнецкий завод конденсаторов»,
- ООО «Кузнецкий завод приборов и ферритов»,
- АО «Визит»,
- Филиал ООО «Объединённые Пензенские водочные заводы» «Кузнецкий ликёроводочный завод»,
- ООО «Кузнецкий хлебокомбинат»,
- Филиал АО «Завод «Джи Ти Сэвэн»,
- ООО «КЗТМ», Кузнецкий завод текстильного машиностроения
- ООО «Органика-Кузнецк»
- ООО «Кузнецкая одежда плюс»,
- ООО «Кузнецкий кожевенный завод»,
- Филиал ООО «Даце Групп»,
- Мебельная фабрика «Design Мебель».

Торговля
Сфера потребительского рынка на территории города Кузнецка представлена предприятиями торговли, общественного питания, а также предприятиями бытового обслуживания.
Крупные торговые центры и комплексы города
«Гулливер», «Пассаж», «Союз-Пассаж», ЦУМ, «Мираж», «Олимп», «Лига», «Перекрёсток», «Кузнецкий», «Новый», «Измайловский», «Конкорд», «На Дворянской», «Дарвинский», «М-Сити», «Солнечный», «Экватор».
Банки
В городе имеются отделения банков: Сбербанк, Альфа-Банк, ВТБ 24, Экспресс-Волга, Россельхозбанк, Банк «Кузнецкий», Почта Банк, Инвестторгбанк, Совкомбанк.
Город располагает одной гостиницей и несколькими отелями на федеральной автомобильной дороге М5 «Урал».

## Транспорт

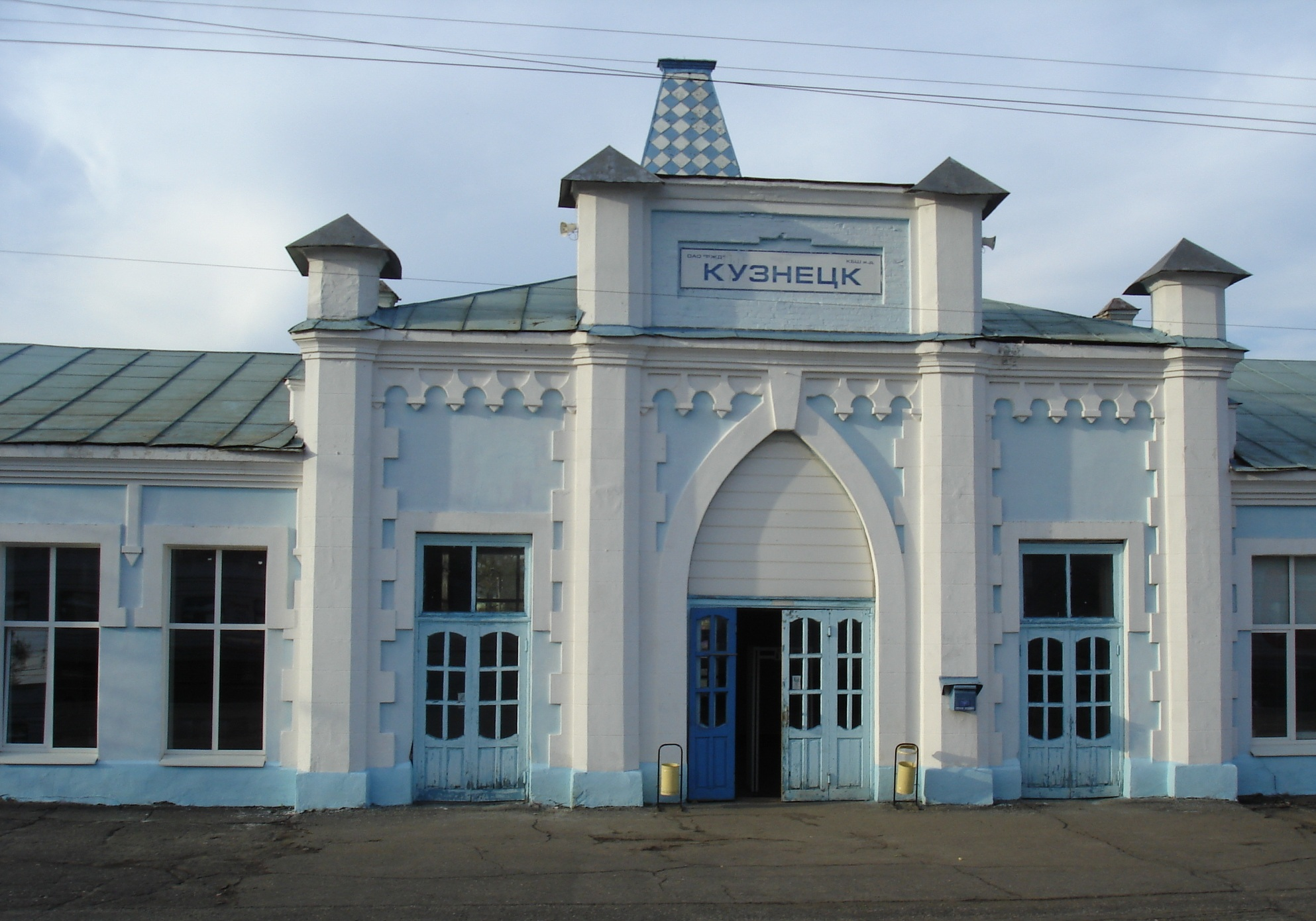
Выход с вокзала на перрон

В Кузнецке находится железнодорожная станция Кузнецк Куйбышевской железной дороги на участке Пенза — Сызрань исторического хода Транссиба. С Пензой город также связан электропоездами.

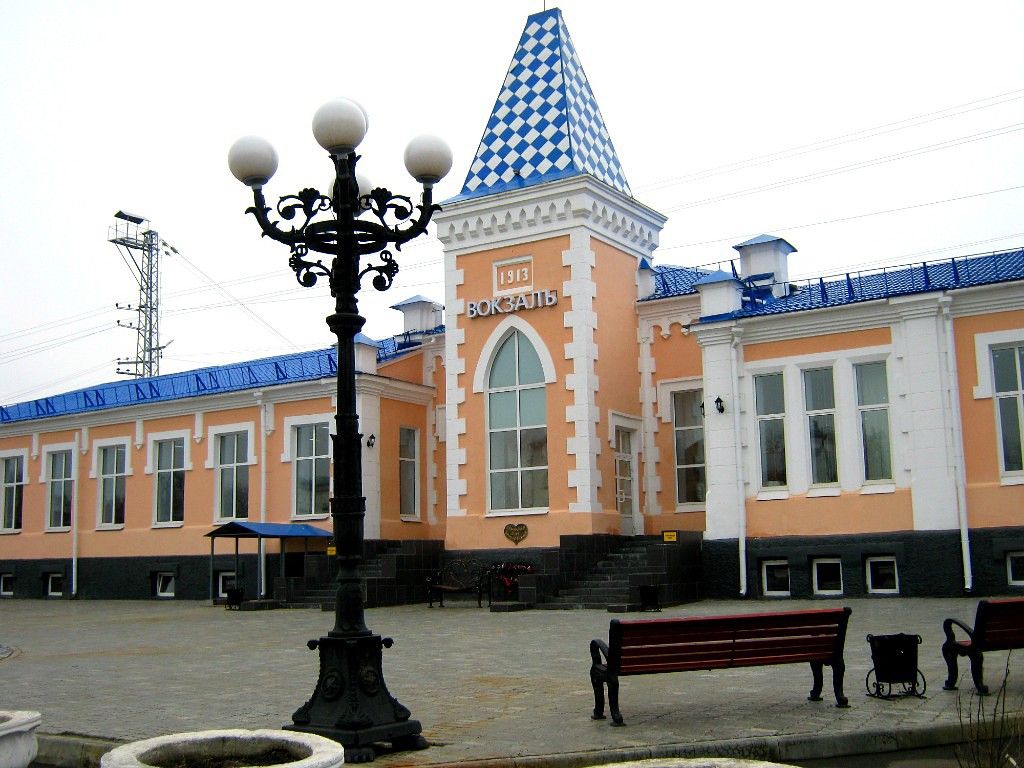
Здание вокзала после ремонта 2013 г.

В черте города проходит федеральная автомобильная дорога М5 «Урал». В южном направлении через Неверкино можно доехать до Саратова. Недостатком дорожной инфраструктуры является отсутствие дороги от города в северном направлении.
Городской транспорт Кузнецка — маршрутные такси. Два первых городских автобуса были пущены в 1939 году в связи с масштабным строительством обувной фабрики. Теперь автобусы осуществляют поездки преимущественно до других населённых пунктов. Несколько компаний осуществляют таксомоторные перевозки. Действует пятнадцать городских автобусных маршрутов. 
Пригородные и междугородные маршруты отправляются от автовокзала.
Ранее в городе также планировалось строительство троллейбусной сети. Технический проект, утверждённый в 1988 году, предусматривал одну линию, проходящую по шести основным улицам города с окольцовкой центра. Линия должна была обслуживаться маршрутом № 1: завод радиоприборов — центр — железнодорожный вокзал. В 1989 году на западной окраине города, на улице Белинского, рядом с заводом радиоприборов, было начато строительство троллейбусного депо. В 1991 году работы были приостановлены на неопределённый срок и не были продолжены. В 2025 году жителями города было направлено обращение о строительстве троллейбусной сети, однако в областном правительстве отметили, что общественный транспорт справляется с пассажиропотоком и необходимости в возведении сети нет.

## Учреждения культуры и образования
Учебные заведения:

В городе имеются вузы:

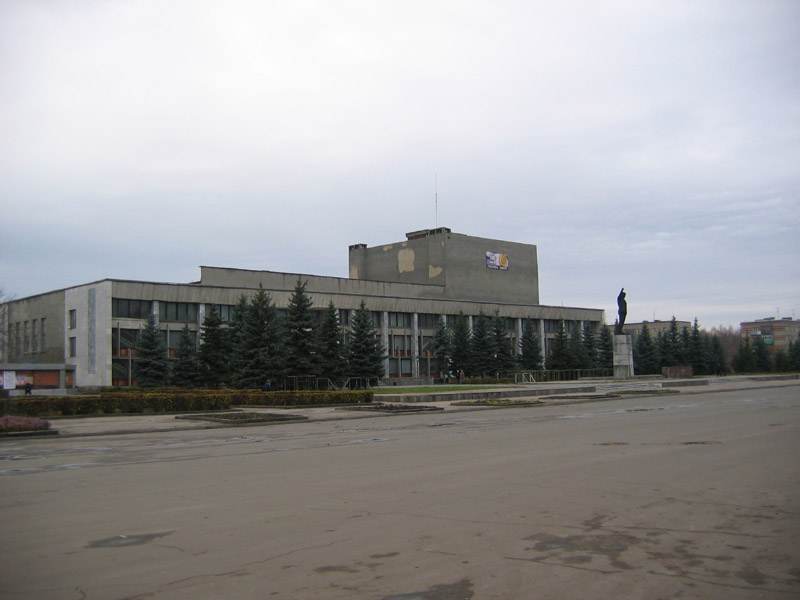
Площадь Ленина

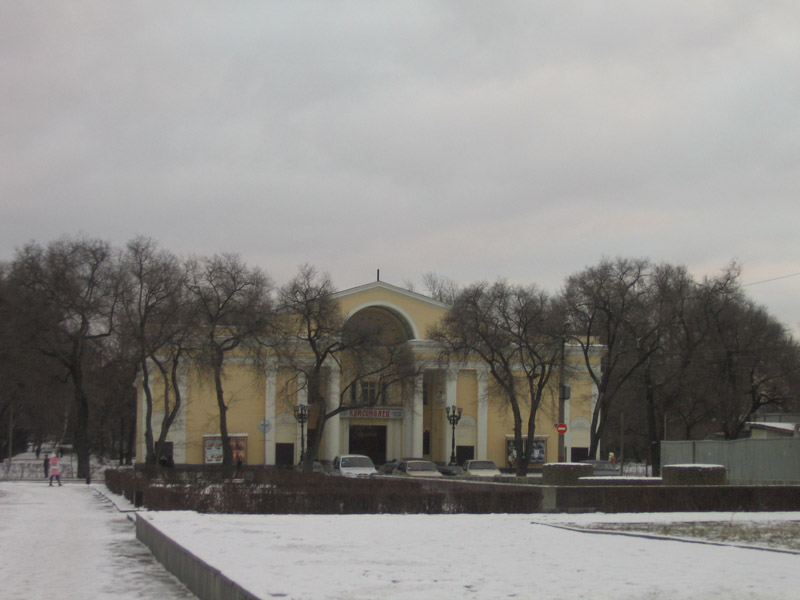
Кинотеатр «Комсомолец»

- Кузнецкий институт информационных и управленческих технологий (2000);
- Кузнецкий технологический институт (филиал Пензенского государственного технологического университета);
- ГОУ ВПО «Московский Государственный университет экономики, статистики и информатики»;
- Поволжский государственный университет сервиса.

Помимо этого в Кузнецке работают медицинский (1930), педагогический, музыкальный, многопрофильный колледжи, колледж электронной техники, техникум сервиса.
Учреждения дополнительного образования:
- Детская музыкальная школа № 1 (1944);
- Детская художественная школа;
- Детская школа искусств;
- Детская школа искусств «Вдохновение».

Культурно-зрелищные учреждения:
- Кузнецкий культурно-досуговый комплекс «Нескучный сад»;
- Творческий центр «Родина»;
- Молодёжный эстетический центр «Юность» (1974);
- ДК «Рассвет» ОАО «Кузнецкобувь».

В Кузнецке с 1994 по 2005 год проходили масштабные театральные фестивали «Бумборамбия». Правопреемником «Бумборамбии» и продолжателем кузнецкой театральной традиции стал фестиваль «Золотая провинция», прошедший в апреле 2012 года.
С 2007 восстановлена работа кинотеатра «Комсомолец».
Функционируют Кузнецкий культурно-выставочный центр (краеведческий музей) и музей боевой славы.
В селе Радищеве, в 17 км к югу от города работает краеведческий музей имени А. Н. Радищева (с 1945 года).

## Религия
Русская православная церковь — Московский патриархат
- Кузнецкая епархия
- Вознесенский кафедральный собор
- Церковь Казанской иконы Божией Матери[45][46];
- Храм-часовня святой мученицы Параскевы[47][48];
- Свято-Никольский храм[49];
- Николо-Покровский храм[50];
- Владимирский храм[51];
- Единоверческий храм Святителя Николы[52];
- Духовно-просветительский центр при Вознесенском кафедральном соборе[53];
- Духовно-просветительский центр имени Архиепископа Серафима (Тихонова)[54].

Старообрядчество
- Старообрядческий молитвенный дом.

Протестантизм
- Церковь «Пробуждение» (Российский объединённый Союз христиан веры евангельской);
- Церковь «Живое Слово» (Ассоциация Христианских Церквей «Союз Христиан»).

Ислам
- Мечеть № 226 (с 1997 года);
- Мечеть № 1903 (с 2006 года);
- Мечеть «Нур» (с 2015 года).

## Достопримечательности
Гражданская архитектура

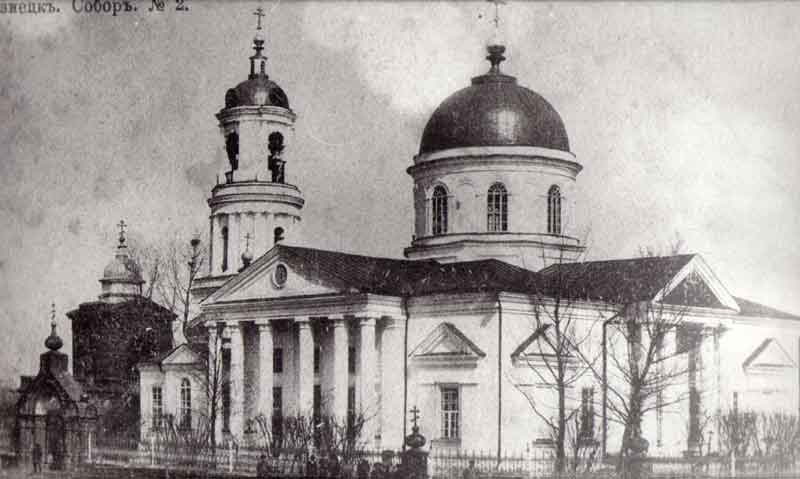
Покровский собор. Разрушен после 1917 г.

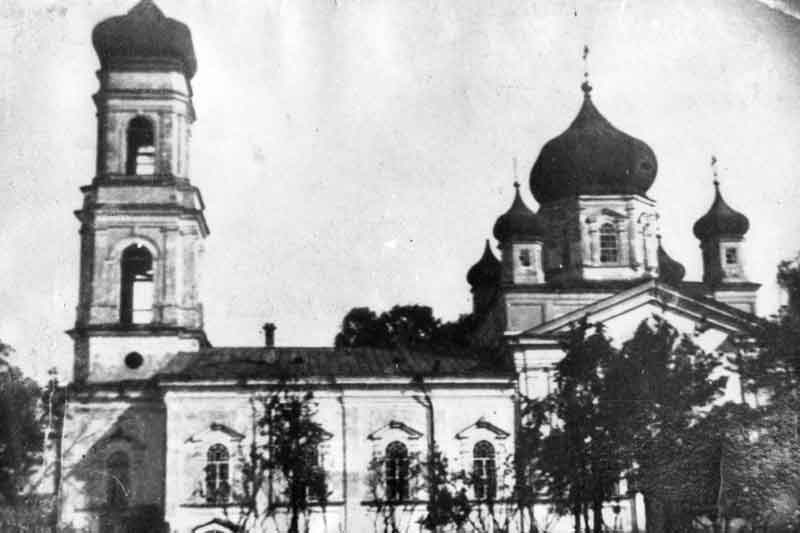
Троицкая церковь. Разрушена после 1917 г.

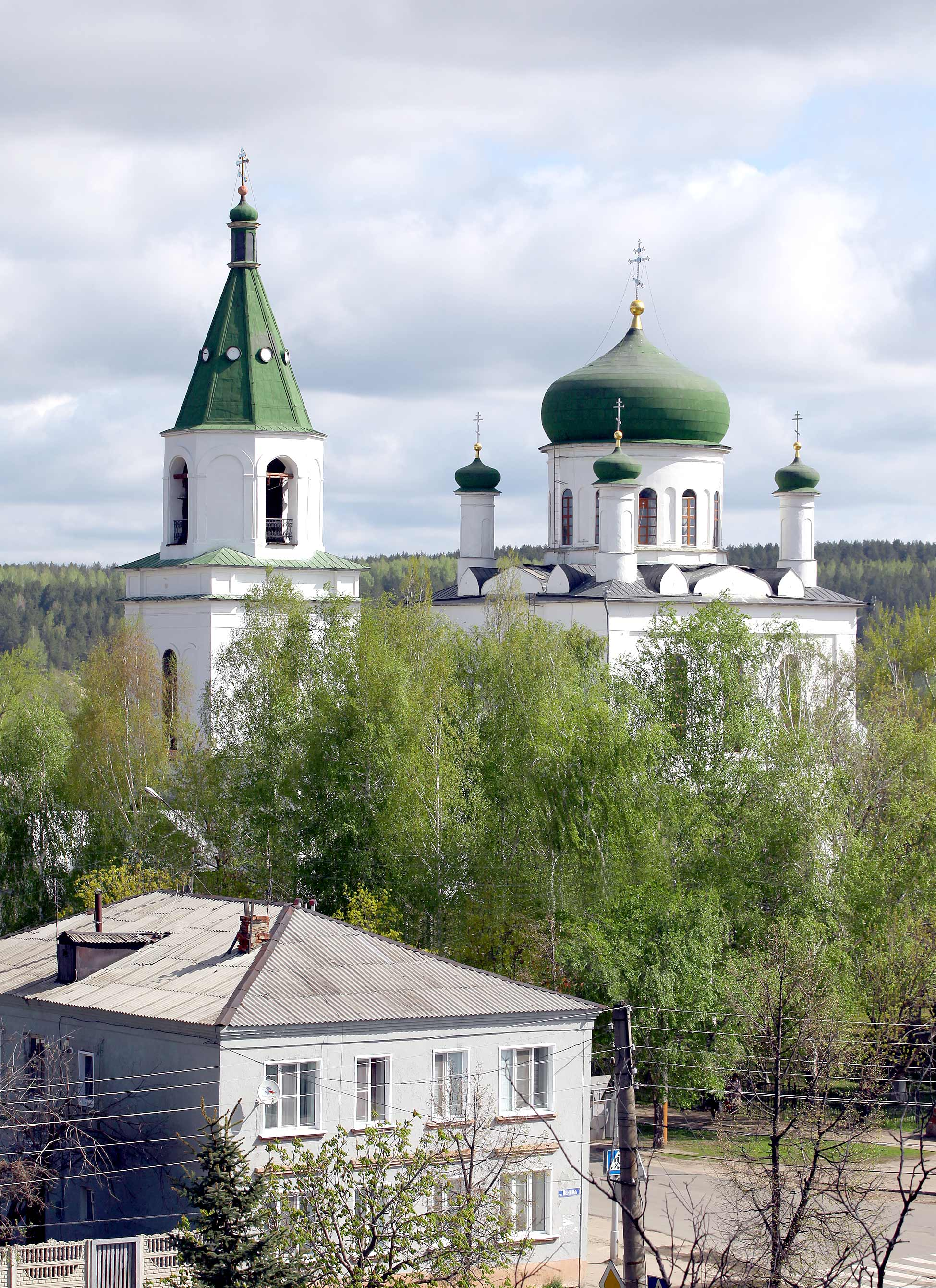
Вознесенский кафедральный собор. Вид с юго-запада

В городе сохранился ряд зданий — памятников гражданской архитектуры XIX—XX веков:
- земская больница, 1860;
- здание женской гимназии, 1860;
- здание городской управы, 1914;
- здание реального училища, 1909;
- дом купца Н. С. Носкова с магазином;
- дом купца Боброва, середина XIX века;
- здание дворянского поземельного банка, архитектура модерн;
- дом врача Шакина;
- приходская школа, начало XX века;
- дом жилой с торговой лавкой (конец XIX века, стилизованная форма древнерусской архитектуры);
- дом дочери предводителя дворянства В. Н. Глазенап, XIX век;
- дом жилой, XIX—XX века (музей Боевой Славы);
- церковь Вознесения Христа (1842—1856), кафедральный собор Кузнецкой епархии;
- церковь Казанской иконы Божией Матери (1886—1890);
- мельница Башкирова, XIX век[55].

Утраченные строения
- Пятницкая церковь (сгорела в 1963 году, сейчас на этом месте новая деревянная церковь);
- Покровский собор (построен в 1818 году, разрушен в 1931 году, теперь на этом месте расположена гостиница «Кузнецк»)[56];
- Никольская церковь (построена в 1909 году, разобрана в 30-х годах, сейчас на её месте — детский больничный комплекс)[57];
- Троицкая церковь (строилась с 1860 по 1876 года, разобрана в 30-х годах, на её месте — ТЭЦ)[58];
- Старообрядческая Никольская церковь (церковь стояла на углу современных улиц Комсомольской и Рабочей)[59];
- Церковь Илии Пророка (построена в 1864—1895 гг., стояла на территории рынка на улице Дарвина)[60];
- Драматический театр на улице Белинского (сгорел в 1966 году).

Памятники

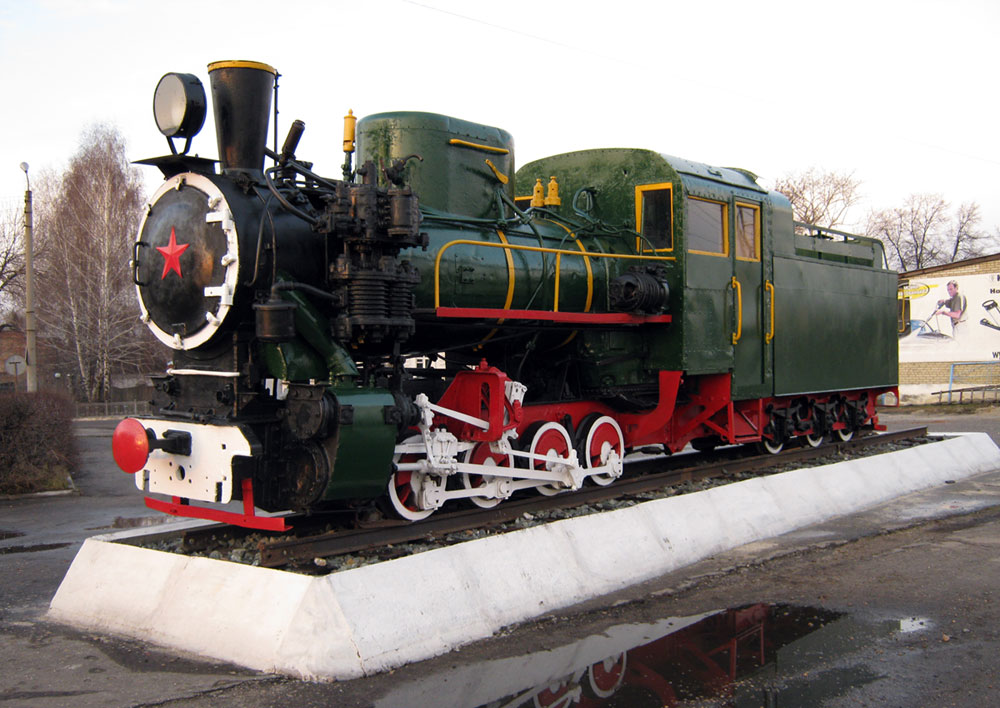
Паровоз Кч4-235

Памятник труженикам тыла

- мемориальный комплекс «Холм воинской Славы» (скульптор П. А. Талько, архитектор Е. П. Линцбах, открыт в 1975 году);
- аллея Героев, бюсты Героев Советского Союза (В. Ф. Абрамов, В. А. Киселёв, А. Н. Самохин, Е. Ф. Манахов, И. С. Силаев; находилась в сквере на углу улиц Ленина и Дарвина, открыта в 1996 году, перенесена на «Холм воинской Славы» в 2010 году);
- памятник труженикам тыла (подножие Холма Славы);
- памятник Дважды Герою Социалистического Труда Л. В. Смирнову (угол улиц Ленина и Дарвина, открыт в 1985 году);
- памятная стела в честь 200-летия города и награждения орденом «Знак почёта» (угол улиц Ленина и Дарвина, открыт в 1980 году);
- памятник Максиму Горькому (сквер на улице Ленина возле средней школы № 14);
- памятник А. С. Пушкину (улица Ленина, сквер возле детской художественной школы);
- памятник «Указ Екатерины II» (угол улиц Ленина и Комсомольская);
- памятник «Камень Солнца и любви» (сквер, площадь Ленина);
- памятник «Семья лосей» (сквер, площадь Ленина);
- памятный знак во славу славянской письменности и культуры (площадь Ленина, установлен в 2009 году);[61]
- памятник «Король и кот в сапогах» (сквер на углу улиц Кирова и Стекловская);
- памятник А. Н. Радищеву (улица Белинского, на месте драматического театра, установлен в 1980);
- обелиск «Памяти павших» (на территории ООО «Кузнецкая обувная фабрика»);
- памятная стела «Кузнецк. Основан в 1780 году» (при въезде в город с Алексеевкого шоссе);
- памятная стела воинам-интернационалистам и участникам боевых действий (напротив МЭЦ «Юность»);
- памятная стела лётчикам: Герою Советского Союза Леонченко, капитану Стоюничеву Г. И., старшему лейтенанту Тишковой (на территории завода «Кузтекстильмаш»);
- памятная стела кузнечанам — участникам ликвидации последствий радиационных аварий и катастроф (в сквере на углу улиц Ленина и Дарвина, открыта 26.04.2011);
- памятник Е. А. Родионову (скульптор С. Г. Мардарь, на территории средней школы № 4, открыт 25.09.2010)[62][63][64];
- памятник «В. И. Ленин беседует с Максимом Горьким» (на территории лицея № 21);
- памятник Славы (на территории ФГУП «Кузнецкий завод радиоприборов», открыт в 1985 году);
- памятник-мемориал Славы (на территории завода «Кузтекстильмаш»);
- репродукция картины Эдуара Мане «Кружка пива» из пивных пробок (угол улиц Кирова и Московская, перевезена из Пензы в 2009 году)[65];
- памятник «Три гвоздики» (угол улиц Ленина и Гражданская);
- памятники В. И. Ленину (площадь Ленина, сквер на углу улиц Калинина и Комсомольская, возле ДК «Рассвет», на территории завода «Кузтекстильмаш»);
- памятники в культурно-досуговом комплексе «Нескучный сад» («Молодая семья», «Лёгкоатлетка»);
- памятники на территории городской больницы (бюст «И. П. Павлову», бюст «И. И. Мечникову», «Горный баран», «Медсестра», «Женщина»);
- памятники на территории детской больницы («Мама и малыш», «Мальчик на качелях»);
- памятники на территории детского сада № 17 («Алёнушка», «Девочка», «Маша и медведь»);
- памятники на территории детского сада № 29 («Петух и заяц», «Два оленя», «Лиса и медведи»);
- памятники на территории детского сада № 34 («Алёнушка», «Маша и медведь»);
- памятники в районе завода «Кузполимермаш» («Колхозница с корзиной», «В греческом стиле», «Грация», «Гимнасты», «Лёгкоатлетка», «Молодая семья», «Фонтан»).

Военная техника

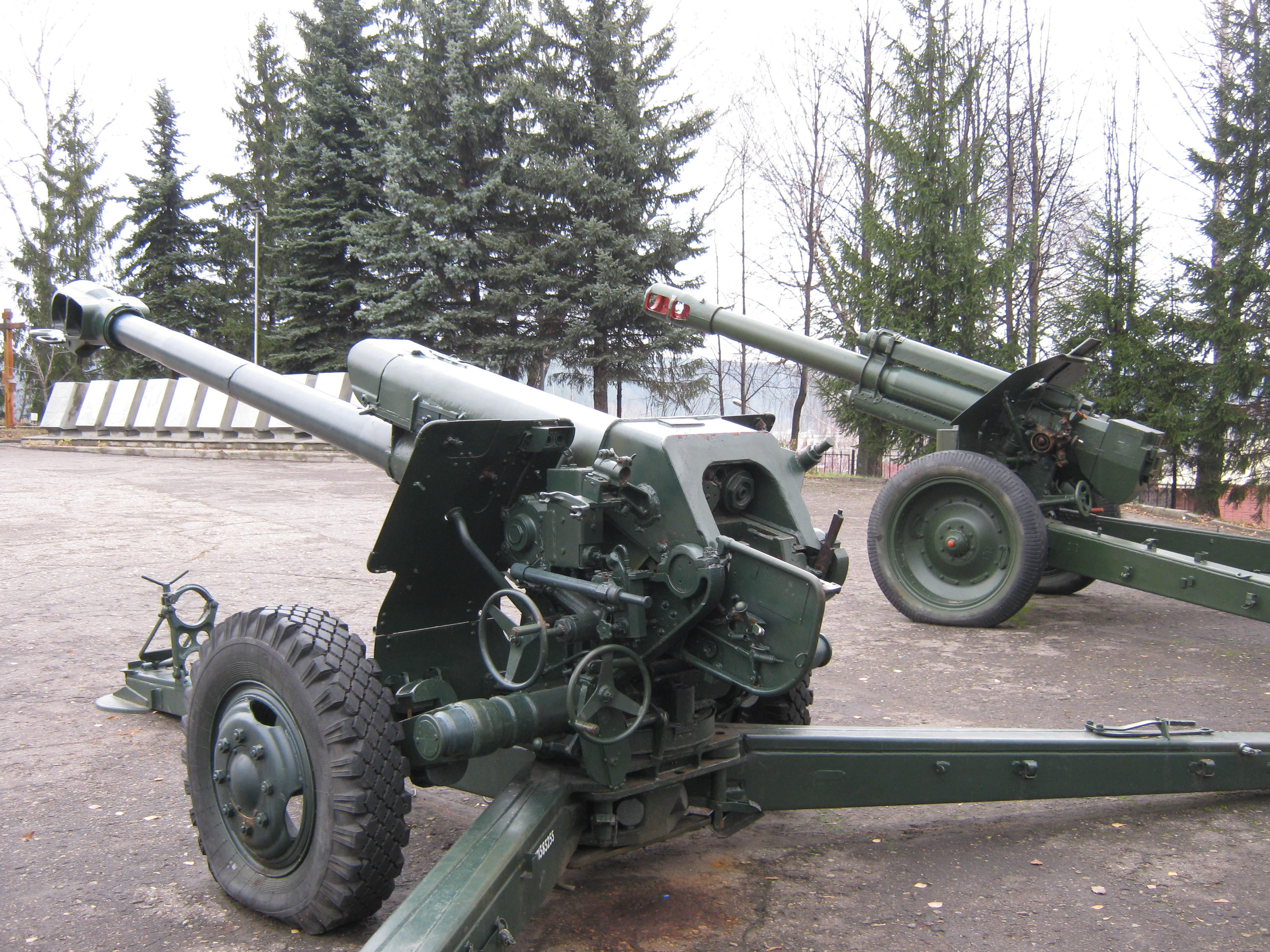
Артиллерийские гаубицы

- 152-мм гаубица образца 1943 года (Д-1) (мемориальный комплекс «Холм воинской Славы»);[66]
- 85-мм противотанковая пушка Д-48 (мемориальный комплекс «Холм воинской Славы»);[66]
- 85-мм дивизионная пушка Д-44 (мемориальный комплекс «Холм воинской Славы»);
- 122-мм гаубица Д-30 (мемориальный комплекс «Холм воинской Славы»);
- 100-мм противотанковая пушка Т-12 (МЭЦ «Юность»);
- 100-мм противотанковая пушка МТ-12 (МЭЦ «Юность»);
- 122-мм самоходная гаубица (МЭЦ «Юность»);[67]
- танк Т-55 (МЭЦ «Юность»);[68]
- Боевая машина БM-21 полевой реактивной системы М-21 (МЭЦ «Юность»);
- паровоз узкой колеи Кч4-235 (Привокзальная площадь);

Демонтированные памятники
- памятник секретарю ЦК ВКП(б) И. В. Сталину (находился на перекрёстке улиц Ленина и Комсомольской с 1934 года, пропал зимней ночью 1962 года);[69]
- памятник маршалу К. Е. Ворошилову (находился на привокзальной площади в 1931—1965 годах).[69]
- памятник погибшим лётчикам (был установлен на братской могиле в Пролетарском саду с 1941 по 1990-е годы, в 2010 году перенесён к Мемориалу Славы, расположенному на территории завода «Кузтекстильмаш»););[55]
- памятник «Грузовой автомобиль ГАЗ-ММ» (располагался на постаменте возле автоколонны № 1178 в 1976—2003 годах).[55]

Настенные мозаики
- молодёжный эстетический центр «Юность»;
- ООО «Кузнецкий завод конденсаторов»;
- плавательный бассейн «Парус».

Мемориальные доски
- в честь павших в Афганской войне воинов П. А. Щипанова, Ю. Н. Багрова, А. Н. Лаврина (на здании средней школы № 3, открыта в 2002);
- в честь полного кавалера ордена Славы Сергея Петровича Трофимова (на здании средней школы № 4, открыта 16.04.2010);
- в честь Кочнева В. В., Китанина В. Н., которые погибли в 1996 году на территории Чеченской республики, выполняя боевое задание, оставаясь верными воинской присяге, проявив стойкость и мужество. Награждены орденом Мужества (на здании средней школы № 14);
- в честь сотрудника Кузнецкого отдела внутренних дел Е. А. Акеньтева, погибшего при исполнении на территории Северного Кавказа (на здании Кузнецкого ОВД, открыта 03.08.2011)[70];
- в честь павшего в Афганской войне офицера Юрия Ивановича Абакумова (на здании гимназии № 1, открыта 06.10.2005);
- в честь Героя Советского Союза Евгения Фёдоровича Манахова (на здании гимназии № 1, открыта 20.04.2010)[71];
- в честь перехода власти в городе 25 января 1918 года в руки большевистских советов на заседании совета рабочих и солдатских депутатов (на здании гимназии № 1);
- в честь встречи на перроне станции Кузнецк саратовского губернатора П. А. Столыпина и императора России Николая II летом 1904 года (на здании вокзала, открыта 24.04.2012)[72];
- здание многопрофильного колледжа (плановый техникум): «В этом здании в годы Великой Отечественной войны находился эвакогоспиталь»;
- здание бывшего клуба кожевенного завода: «В этом здании с августа по ноябрь 1941 г. находился штаб 354 стрелковой дивизии»;
- здание медицинского колледжа: «В этом здании в 1941 году находился штаб 10-й армии, где работал маршал К. Е. Ворошилов» и «В 1919 году 19-21 января в этом здании проходила первая кузнецкая уездная конференция РКП(б))»[55].

## Средства массовой информации
Телевидение
- Кузнецкое телевидение ;
- Корреспондентский пункт Пензенской телерадиокомпании «Экспресс»[73].

Печатные издания
В настоящее время в Кузнецке издаются газеты:
- с 1993 года «Любимая газета» (тираж 50000);
- с 1918 года «Кузнецкий рабочий» (недельный тираж 16000);

Радиостанции
| Частота, МГц | Название                  | Статус |
| ------------ | ------------------------- | ------ |
| 93,0         | Новое радио               | Вещает |
| 93,5         | NRJ                       | Вещает |
| 97,3         | Trend FM                  | Вещает |
| 98,4         | Европа Плюс               | Вещает |
| 99,0         | Love Radio                | Вещает |
| 100,1        | Русское радио             | Вещает |
| 100,7        | Татарское радио           | Вещает |
| 101,6        | Дорожное радио            | Вещает |
| 102,1        | Маруся FM                 | Вещает |
| 103,1        | Радио Дача                | Вещает |
| 104,5        | Авторадио                 | Вещает |
| 106,4        | Радио Ваня                | Вещает |
| 107,0        | Радио России / ГТРК Пенза | Вещает |

Связь
- Сотовая связь: Билайн, Мегафон, Tele2, МТС, Yota.
- Стационарная телефонная связь: Ростелеком.
- Доступ в Интернет: Ростелеком, Билайн, Мегафон, Tele2, МТС, Intexcom.

## Спорт

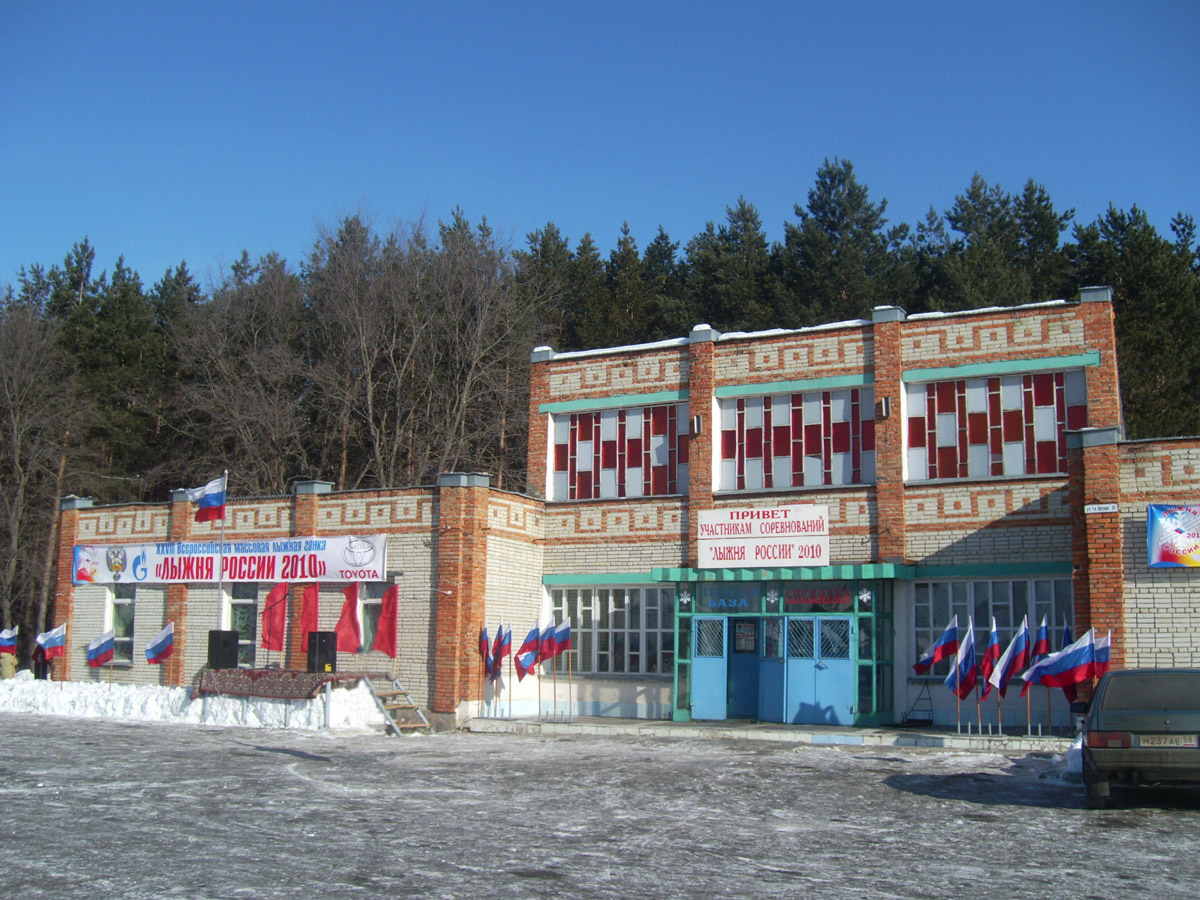
Лыжная база в Кузнецке

В городе имеются следующие спортивные объекты:
- детско-юношеская спортивная школа № 1;
- детско-юношеская спортивная школа № 2;
- специализированная детско-юношеская спортивная школа Олимпийского резерва по греко-римской борьбе;
- филиал детской спортивной школы № 1 «Олимп»
- детско-юношеский спортивный клуб «Возрождение»;
- туристический клуб «Крокус»;
- ледовый дворец «Арена» на 600 зрителей;
- лыжная база «Снежинка»;
- спортивно-оздоровительный комплекс «Рубин»;
- плавательный бассейн «Нептун»;
- плавательный бассейн «Парус»;
- физкультурно-оздоровительный комплекс «Звёздный»;
- физкультурно-оздоровительный комплекс «Рекорд»;
- конно-спортивный клуб;
- игровая площадка для пейнтбола[74].

Также действуют хоккейные площадки, 12 футбольных полей, 11 стритбольных площадок, 11 баскетбольных площадок, 7 волейбольных площадок, 10 тренажёрных залов, ВМХ-велотрасса.
Кузнецк известен в первую очередь многочисленными секциями единоборств. Кузнецкие единоборцы (греко-римского стиля, самбо, бокс) занимают достойное место в плеяде великих спортсменов не только в Пензенской области, но и на федеральном и мировом уровне.
В городе регулярно проводятся соревнования по техническим видам спорта: автомоделизму, судомоделизму, радиосборке. По трассовому автомоделизму Кузнецк принимал чемпионат России в 2003 и 2012 годах и Кубок России в 2002, 2004 и 2006 годах.

## Города-побратимы
- Дьюла (венг. Gyula), Венгрия (1970)[78];
- Димитровград, Ульяновская область, Россия (1972)[79];
- Пугачёв, Саратовская область, Россия (2016);
- Барановичи, Брестская область, Беларусь (2022);
- Токмак, Запорожская область, Россия (2025).

## Фотогалерея

Центр города — площадь Ленина
На Холме Славы
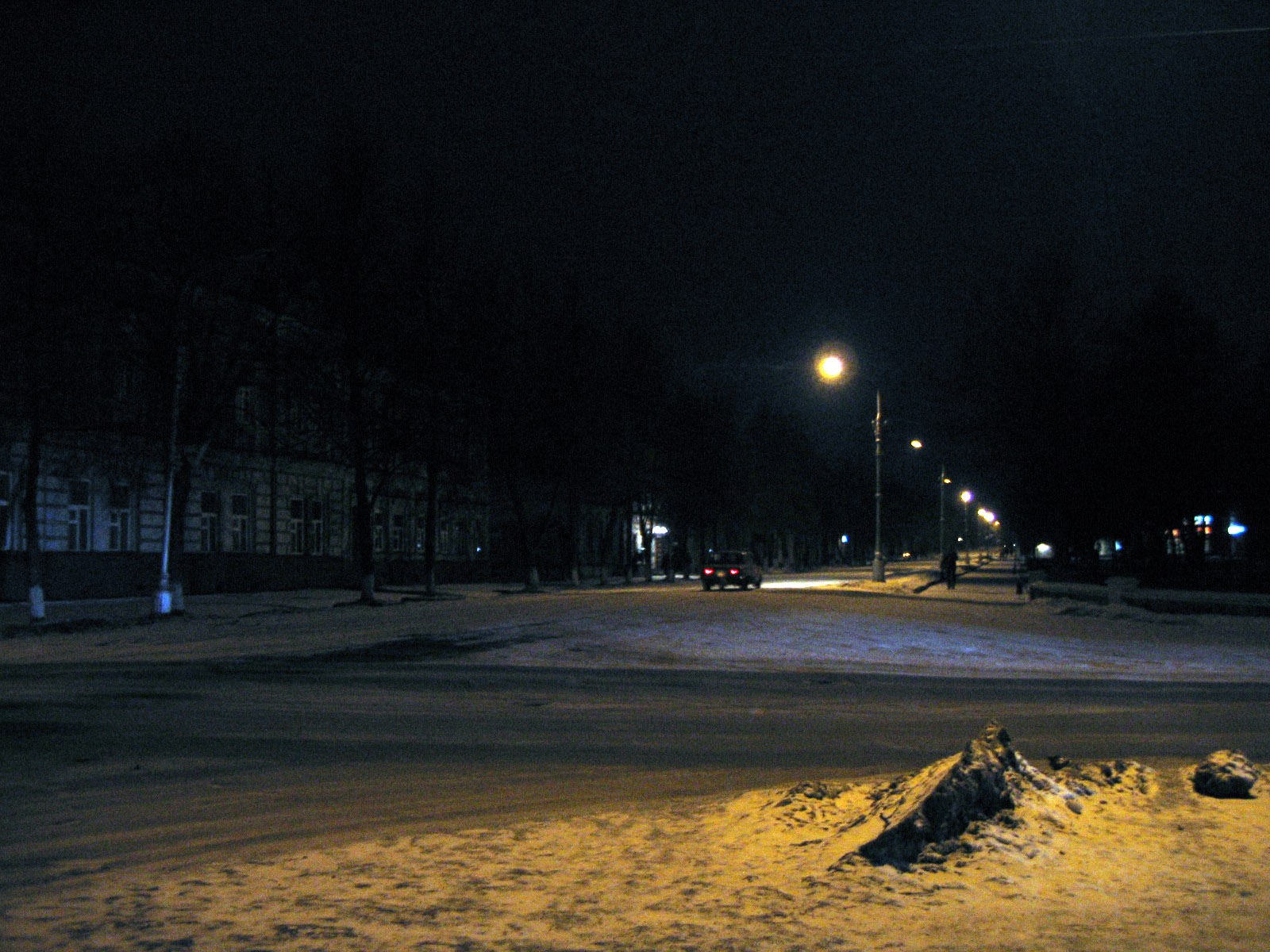
Ночная улица Комсомольская
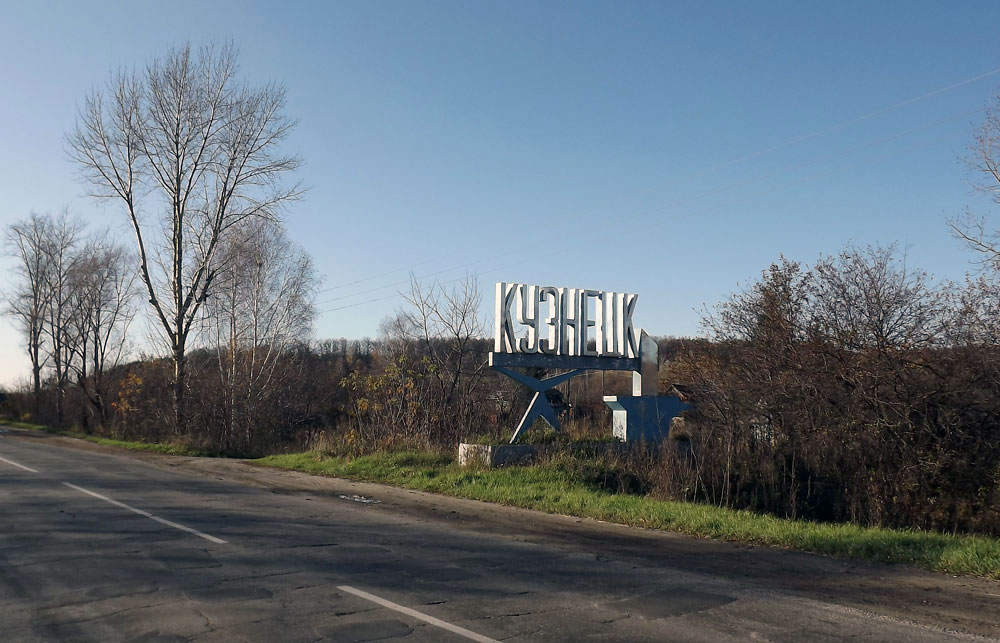
Въезд в Кузнецк со стороны Евлашева
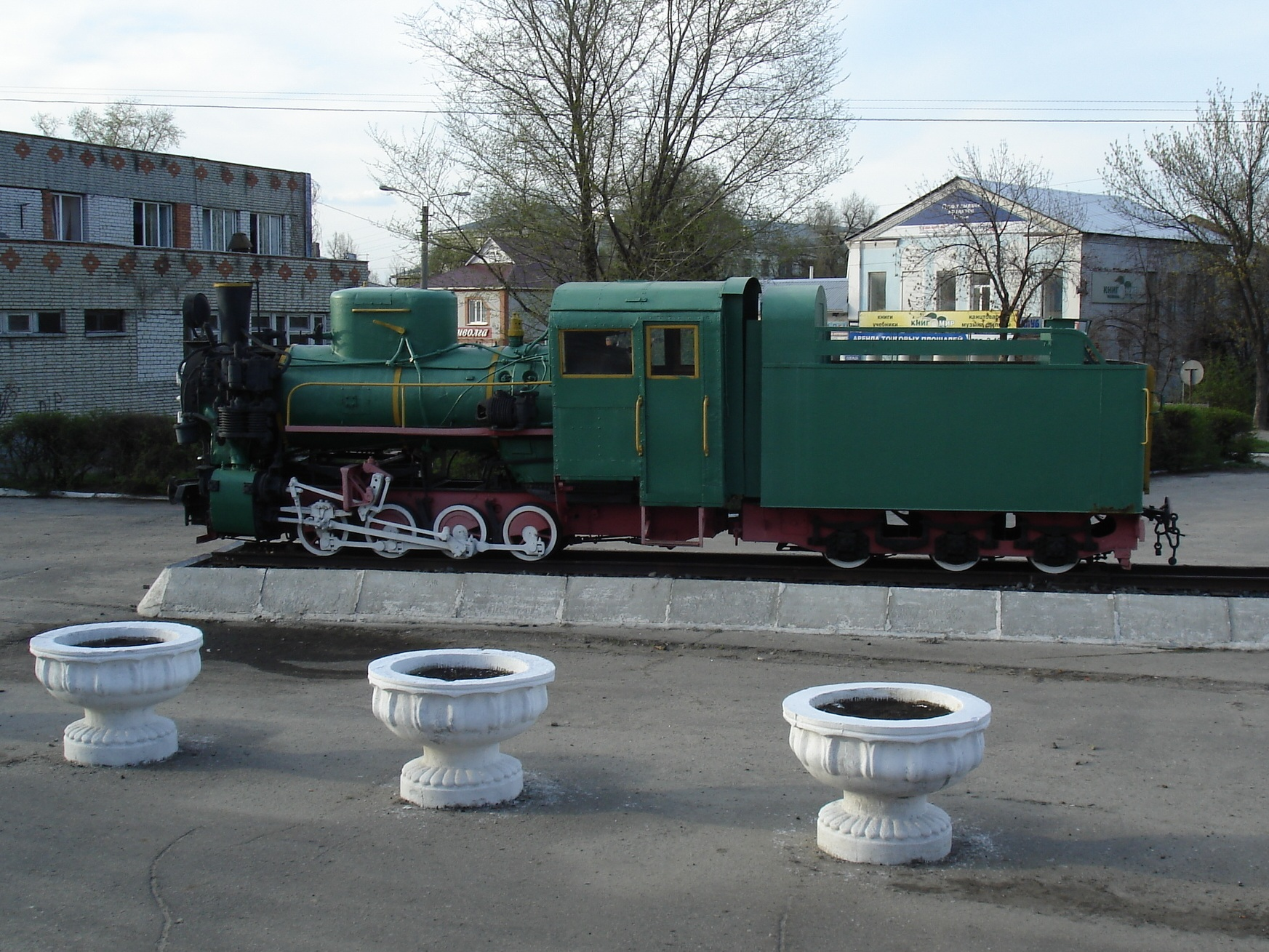
Паровоз Кч4-235, 2012 год
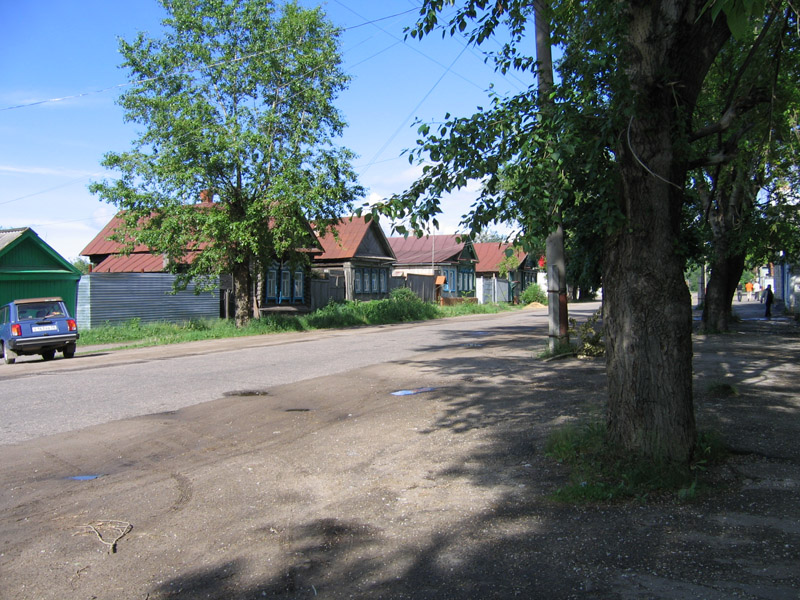
Улица Рабочая
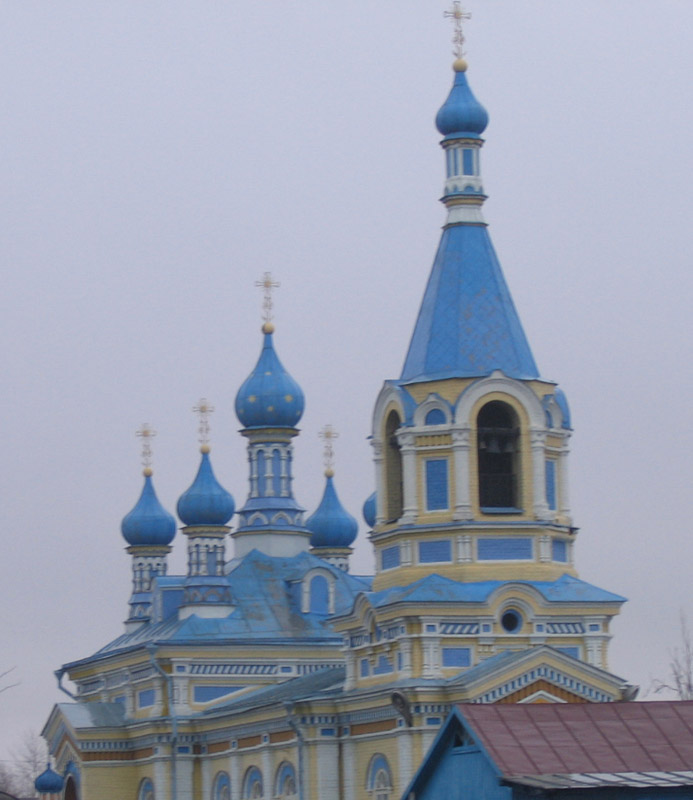
Церковь Казанской иконы Божией Матери
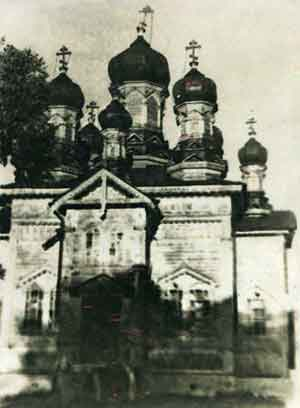
Троицкая церковь
Памятник «Грация»
Памятник «Гимнасты»
Памятник Евгению Родионову
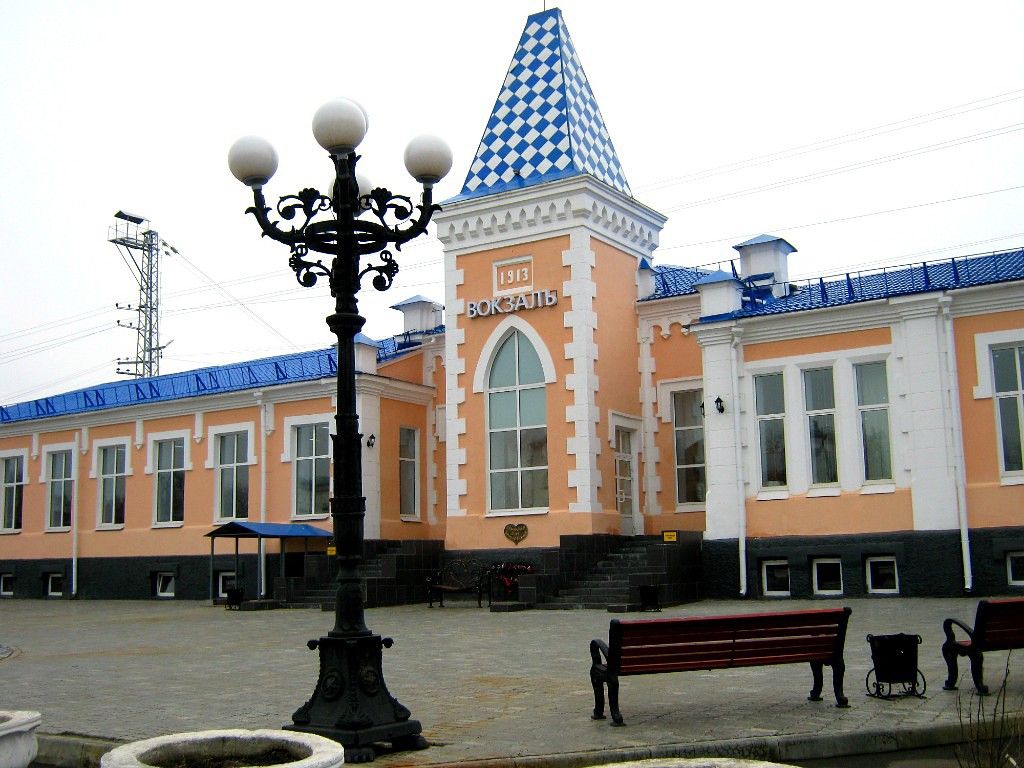
Здание железнодорожного вокзала города Кузнецка после капитального ремонта в 2013 году
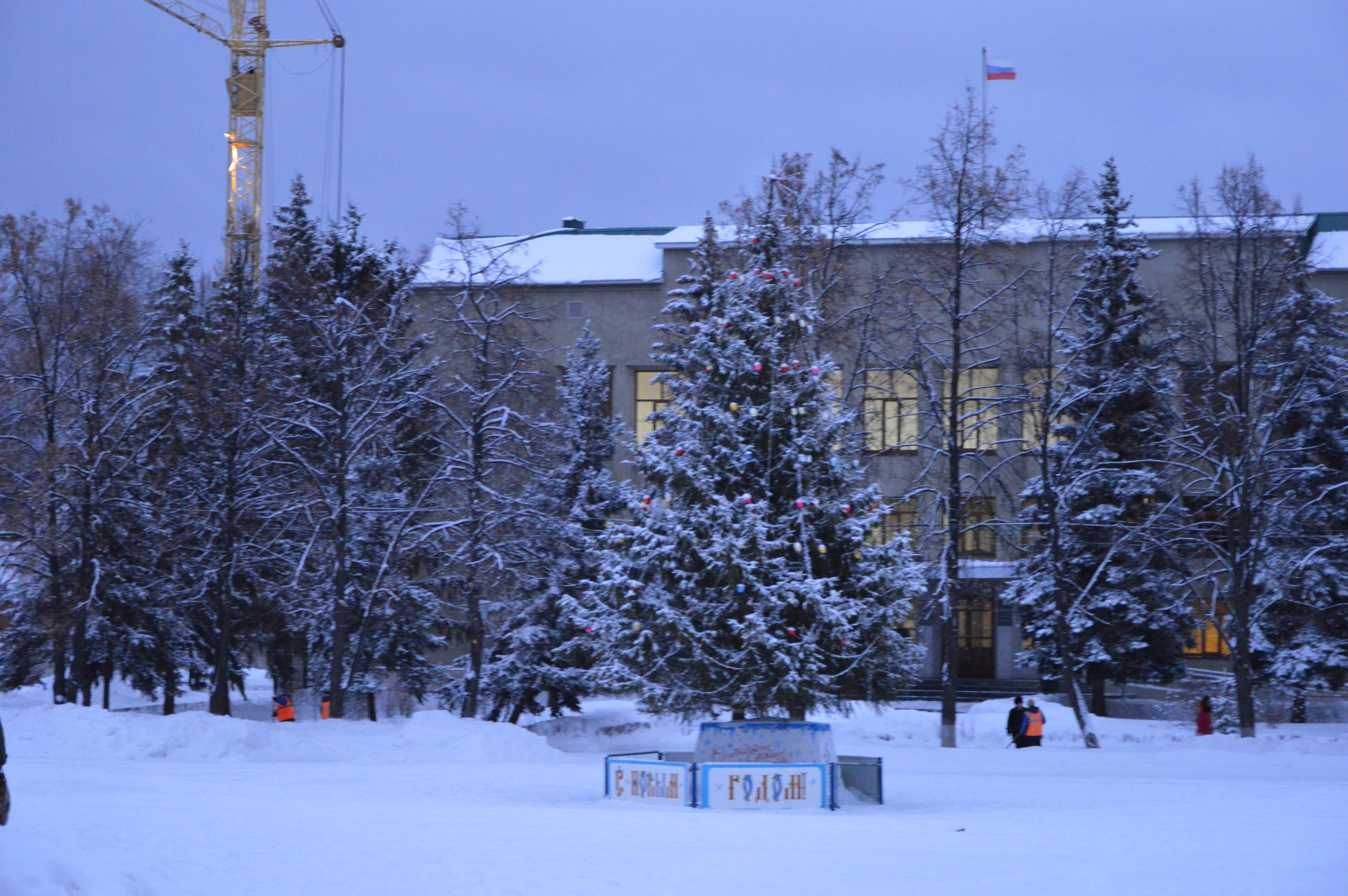
Площадь имени В.И.Ленина в Кузнецке, январь 2015
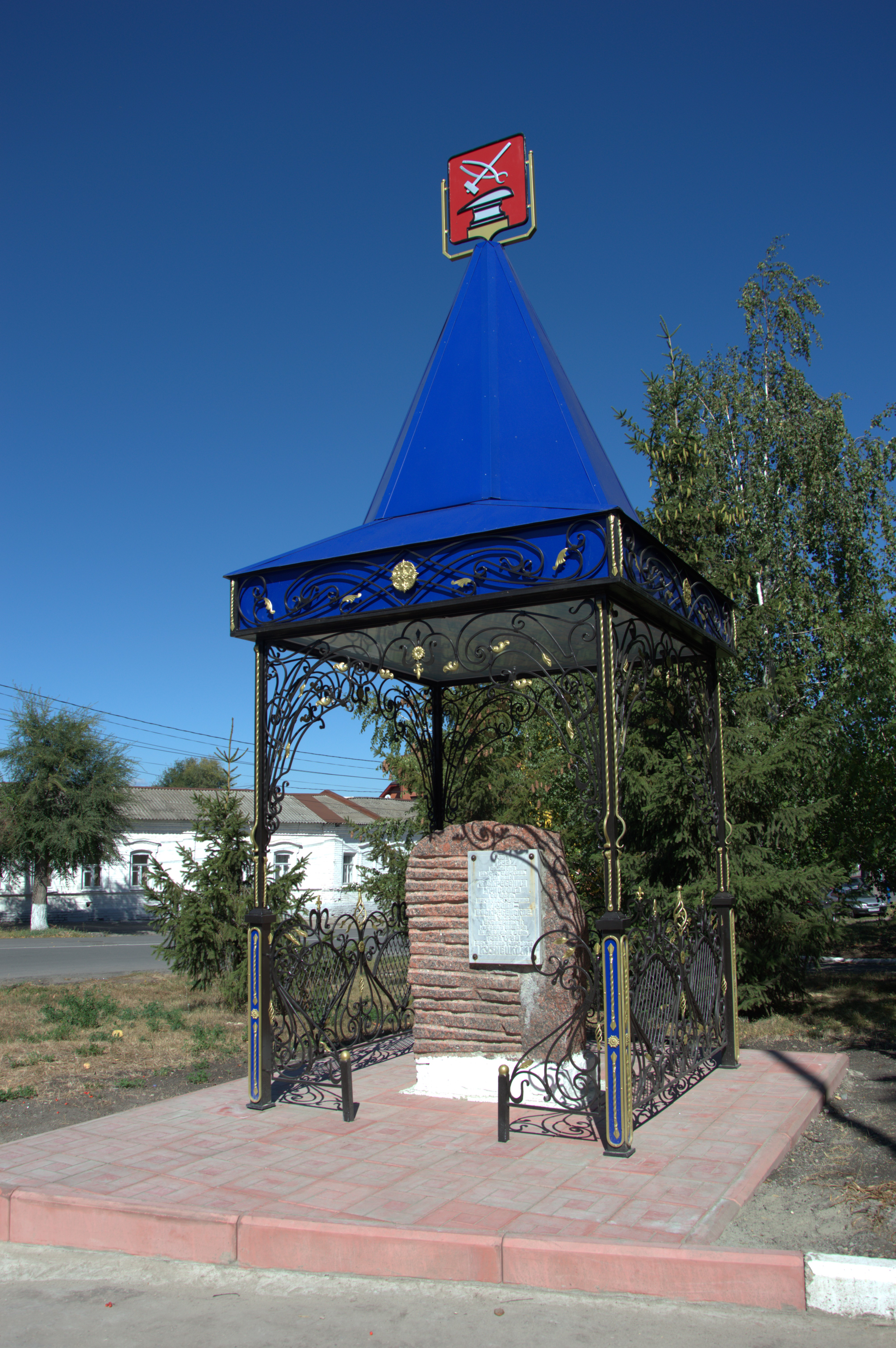
Кованая беседка на перекрёстке улиц Ленина и Комсомольской
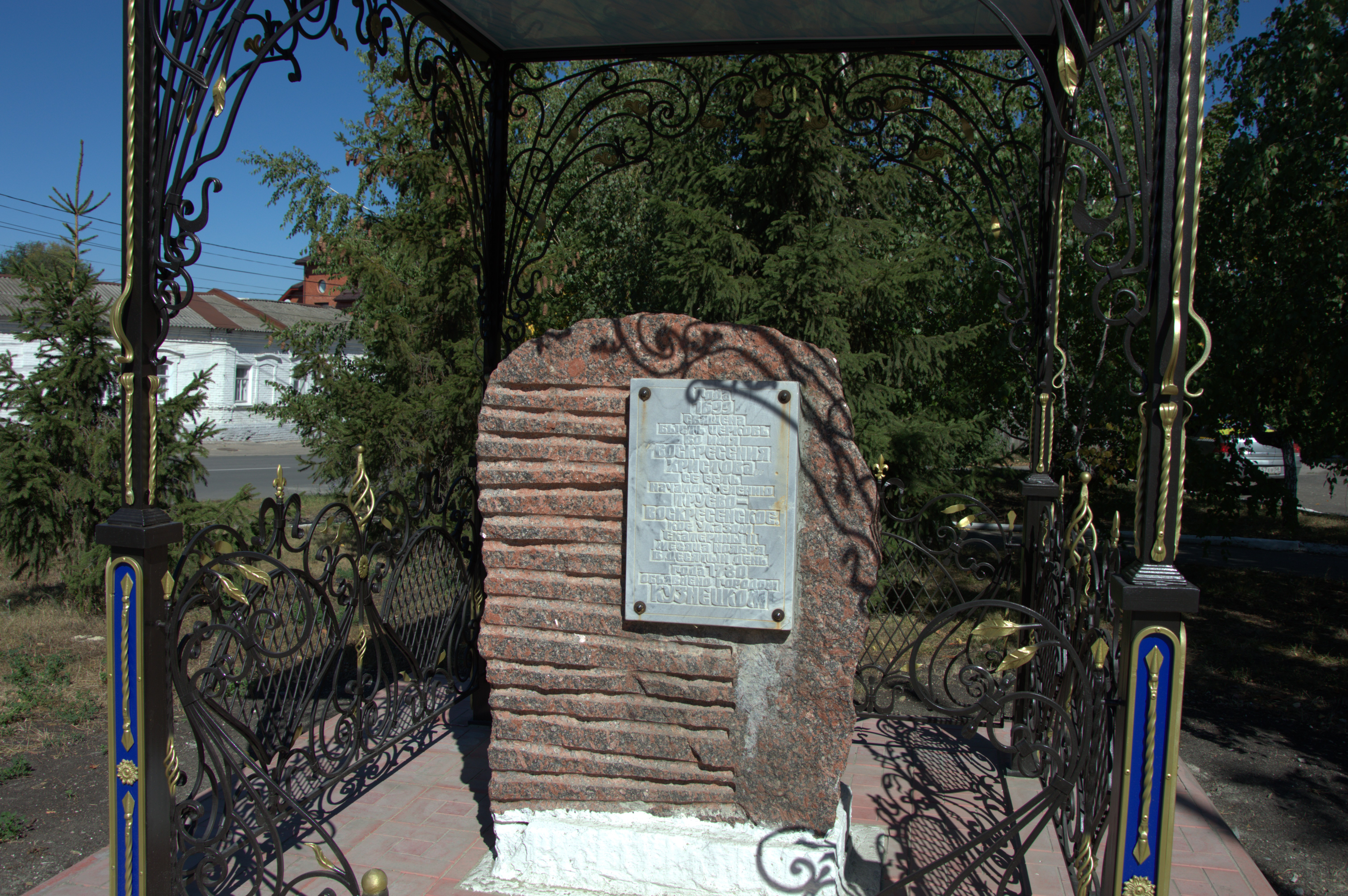
Гранитный камень с надписью, из которой можно узнать, что в 1699 году на этом месте была построена церковь во имя Воскресения Христова, «се есть начаток селению Труёво-Воскресенское». Расположение камня выбрано произвольно и не соответствует тексту на камне.